# Resh
Resh, även resj, (ר) är den tjugonde bokstaven i det hebreiska alfabetet.
ר har siffervärdet 200.